# ترينداد (كوبا)
ترينداد هي بلدة تقع في مقاطعة سانكتي سبيريتوس في وسط كوبا.